# Moras (general de Vitige)
Moras (em grego: Μορας) foi um oficial gótico do século VI, ativo durante o reinado do rei Vitige (r. 536–540). Aparece na primavera de 538, quando foi colocado por Vitige no comando de Urbino com 2 000 homens. Em dezembro, no entanto, defendeu a cidade contra Belisário, mas teve que rendê-la quando o suprimento de água acabou. Ele e seus homens estipularam que se tornariam subordinados ao imperador Justiniano (r. 527–565) e serviriam no exército imperial.